# زمین‌لرزه ۱۹۵۵ کاستاریکا
زمین‌لرزه کاستاریکا  در تاریخ ۱ سپتامبر ۱۹۵۵ میلادی، برابر با ‎۹ شهریور ۱۳۳۴، ساعت ۱۷:۳۳:۰۰ به زمان یوتی‌سی در کاستاریکا رخ داد. بزرگی آن ۵٫۸ در مقیاس ریشتر اعلام شده‌است. زمین‌لرزه به وقت محلی در روز پنج‌شنبه، ساعت ۱۱ روی داده و منطقه زمانی آن یوتی‌سی -۶ بوده‌است .
سازمان زمین‌شناسی آمریکا نیز جای این زمین‌لرزه را در مختصات ۱۰°۰۰′شمالی ۸۴°۳۰′غربی / ۱۰°شمالی ۸۴٫۵°غربی و بزرگی آنرا برابر با ۵٫۸ در مقیاس ریشتر اعلام کرده‌است. 
شمار کشتگان زلزله حدود ۱۰ نفر بوده‌است.تعداد زخمیان ۵ نفر برآورده شده‌است.